# Nichifor Crainic
Pour les articles homonymes, voir Nichifor.
Nichifor Crainic, ou Nichifor Cranic, de son vrai nom Ion Dobre, né le 22 décembre 1889 à Bulbucata, mort le 20 août 1972 à Mogosoaia, est un théologien, écrivain, poète, journaliste, homme politique, éditeur, philosophe roumain. Il est un important idéologue raciste,, et fasciste et antisémite d'extrême droite. Il a également utilisé les pseudonymes Victor Rațiu (1908), D. Crainic (1909), DI Crainic, DI Nichifor, N. Crainic (1910), Victor Mărginaș. Nichifor Crainic est son nom légal depuis avril 1926. En 1940, il est élu membre de l'Académie roumaine en remplacement d'Octavian Goga, expulsé en 1945 et réhabilité post-mortem en 1994. Crainic était aussi l'un des théoriciens de l'ethnocratie de l'entre-deux-guerres.

## Biographie

### Premières années
Nicifor Crainic est né en 1889, à Beurette, comté de Vlasca (aujourd'hui Giurgiu). Il a étudié la théologie au Séminaire central (1904-1912) puis à la Faculté de théologie (1912-1916) de Bucarest. Après avoir terminé ses études, il veut devenir prêtre mais, bien qu'il ait été soutenu par le père Constantin Nazarius, Gala Galaction, Nicolae Iorga et I. G. Duca, le primat métropolitain Conon Aramescu - Donici le refuse.
Peu avant l'occupation de la capitale par les troupes des puissances centrales, il est enrôlé dans l'armée. Il se réfugie en Moldavie dans le village de Simila. À l'hiver 1917, il se trouve à Iași, victime d'une double pneumonie. Après s'être rétabli, il est affecté à l'hôpital militaire de Iași. Il travaille à la rédaction de la revue Neamul românesc de Nicolae Iorga entre 1917 et 1918. Il travaille ensuite à la rédaction de Daciei entre 1918 et 1920.
Après des désaccords avec le nouveau directeur de la revue, le colonel Stefan Zăvoianu, et poussé par Lucian Blaga, il part pour Vienne. Il s'y inscrit à la faculté de philosophie pendant l'année universitaire 1920-1921. Pendant cette période, il rencontre Aglae, une étudiante en médecine qu'il épouse. En mai 1921 naît sa fille unique, Furtuna Ioana.
Il reste à Vienne jusqu'en juin 1922 pour effectuer son stage de quatre semestres. Son séjour à Vienne a un rôle important dans la formation de la dimension mystique qui sera identifiée dans son travail de pédagogue et dans ses discours ultérieurs. Il obtient son doctorat en philosophie à Vienne. Il travaille comme professeur d'université au Séminaire théologique de Bucarest et à la Faculté de théologie de Chisinau. Il est le créateur du courant de pensée centré sur « l'autochthonisme ».

### Un militant fasciste et antisémite

#### Activités littéraires
Crainic publie ses premiers poèmes en 1906, alors qu'il est étudiant au séminaire, avec le poème La horă publié dans la revue scolaire Spre lumină, où il signe de son vrai nom, Ion Dobre.
Il dirige la revue « Flamura ». Et, après le déménagement de Cluj à Bucarest de la revue « Gândirea », l'une des revues littéraires les plus importantes de l'entre-deux-guerres, il en reprend la direction. Cezar Petrescu, l'ancien directeur, est alors devenu son mentor et l'initiateur de son courant de pensée, axé sur l'autochthonisme, la néo-orthodoxie et le nationalisme. De nombreux articles et essais programmatiques sont parus dans « Gândirea » qui définiront l'orientation politique nationaliste du courant de pensée, tributaire de l'orthodoxie militante et présentant des similitudes avec le fascisme italien. Crainic considérait même que le nazisme (national socialisme allemand) était l'option idéale, la plus correcte pour la Roumanie. Il a publié plusieurs articles faisant l'éloge du régime de Benito Mussolini. Il développe ensuite, en 1938, la théorie de « l'État ethnocratique » dans son ouvrage « Orthodoxie et ethnocratie ». Il a également collaboré à des publications telles que "Sfarmă-Piatră" et "Buna Vestire", l'officiel du Mouvement Légionnaire.
Dumitru Stăniloae le décrit dans les termes suivants : « Nichifor Crainic est le premier théologien roumain de l'ère moderne de notre histoire à sortir la théologie du cercle étroit et contourné des spécialistes, en la présentant, sous une forme imposante, à l'attention générale de le monde intellectuel. Nichifor Crainic actualise la tradition [en accomplissant] une véritable restauration de la théologie roumaine dans l'esprit orthodoxe".
Crainic, lorsqu'il est professeur à la faculté de théologie de l'université de Bucarest, développe une exégèse théologique pour prouver que l'Ancien Testament n'était pas juif, que Jésus n'était pas juif, et que le Talmud a été créé comme arme de guerre contre les chrétiens.

#### Activités politiques
Politiquement, il se plaçe à l'extrême droite du spectre politique, adepte des tendances religieuses traditionnelles, arguant que la Roumanie doit rester fidèle à l'héritage spirituel chrétien-orthodoxe. Il est successivement carliste, puis anti-carliste, collaborateur d'Ion Antonescu et l'un des principaux idéologues fascistes et antisémites,,,, en Roumanie. Il est secrétaire général au ministère des Cultes pendant le gouvernement légionnaire et ministre de la propagande pendant la dictature d'Ion Antonescu.

#### Activités journalistiques
Il est directeur du journal nationaliste "Calendarul" publié à Bucarest plusieurs fois suspendus à cause d'articles dirigés contre Carol II, Elena Lupescu et le chambellan royal. Après l'assassinat du Premier ministre IG Duca, Crainic est arrêté, avec la direction légionnaire et d'autres opposants au régime, accusé d'être l'instigateur moral de l'assassinat. Lors du procès qui suit, il est acquitté.

### Procès et cavale
Le 23 août 1944, il se trouve à Bucarest avec une double pneumonie. Il est emmené pour des soins au monastère de Cernica puis à la clinique de Iuliu Hațieganu à Sibiu, d'où il sort à la mi-octobre. Il rencontre alors le maire de la commune de Gălănești, qui lui fait une carte d'identité au nom de Ion Vladimir Spânu.
Il se cache dans divers villages de Transylvanie, chez des prêtres qui avaient été ses élèves en théologie.
Au printemps 1945, la traque de Nichifor Crainic par les pro-soviétiques commence. Avec Stelian Popescu, il est inculpé par un Tribunal populaire destiné à signaler les "éléments réactionnaires" qui pourraient mettre en danger le processus de soviétisation du pays.
Lors du procès du « groupe de journalistes fascistes » (avec Radu Gyr, Pamfil Șeicaru et d'autres), le Tribunal populaire le condamne par contumace à la "réclusion à perpétuité et à la dégradation civique pendant 10 ans, pour le crime de la catastrophe du pays, par le biais de crimes de guerre ".

### Détention et fin de vie
Fatigué, après trois ans d'exil, et convaincu qu'après la conclusion de la paix à Paris son nouveau procès deviendrait moins passionné, le 24 mai 1947 il convainquit le prêtre Ion Sămărghițan, son hôte, d'annoncer au gendarme du village qu'il se rend. Il est amené à Bucarest, au ministère de l'Intérieur, puis il est successivement transféré aux prisons de Văcărești et de Jilava.
Après l'annulation de la peine de 1945, un nouveau procès est organisé, brusquement interrompu, sans aucune raison légale, après l'arrestation de Lucrețiu Pătrășcanu et de l'avocat Petre Pandrea. Nichifor est transporté à Aiud où il est emprisonné pendant 15 ans sans jugement.
Par décret du Conseil d'État, Nichifor Crainic est gracié le 24 avril 1962 et libéré deux jours plus tard. Après sa sortie de prison, entre 1962 et 1968 Nichifor Crainic écrit pour le journal de propagande communiste "Glasul Patriei", publié par le ministère de l'Intérieur, pour les intellectuels roumains à l'étranger, dont il est devenu rédacteur en chef, jusqu'à sa retraite en 1968,. Ana Selejan considère qu'il agit alors comme un mercenaire, espérant réintégrer le circuit littéraire
Le procès du "groupe fasciste de journalistes" jugé en 1945 par le Tribunal populaire est rouvert sur proposition du parquet général, après plus de 50 ans. 14 écrivains et journalistes sont concernés. La Cour suprême, après plusieurs débats de procédure, accueille le recours en annulation et le 8 mai 1995, décide d'acquitter et de restituer tous les biens des personnes impliquées et condamnées par les communistes. Il ne reste alors plus qu'un seul survivant, l'écrivain Pan V. Vizirescu.
Nichifor Crainic meurt le 20 août 1972.

## Œuvres

### Poésie
- Șesuri natale (versuri), Editura Ramuri, Craiova, 1916;
- Zâmbete în lacrimi (versuri), "Biblioteca Scriitorilor Romani", Nr. 22, Editura Alcalay, 1916;
- Darurile pământului (poezii), Editura Cartea Românească, Ediția I, București, 1920; Editura Cartea Românească, Ediția a III-a, 1929;
- Cântecele patriei, 1925, 1931;
- Țara de peste veac, Editura Cartea Românească, București, 1931;
- Șoim peste prăpastie, versuri 1962-1964, Editura Roza Vînturilor, București, 1990;
- Poezii alese 1914-1944, Editura Roza Vînturilor, București, 1990;
- Țara de peste veac, Poezii antume: 1916-1944 (1997).

### Essais
- A doua neatârnare, eseu, 1926;
- Povestiri despre bunul Dumnezeu, eseu, Bucuresti, 1927.
- Sensul tradițiunii, eseu, 1929;
- Sensul teologic al frumosului, eseu, 1932;
- Mărturisire de credință, eseu, Bucuresti, 1934.
- Rasă și religiune, eseu, 1935;
- Puncte cardinale în haos, eseu, Ediția I, Editura "Cugetarea", 1934 (1936???), Ediția a II-a, Editura Albatros, 1998;
- Ortodoxia, concepția noastră de viață;
- Programul statului nostru etnocratic, 1937;
- Ortodoxie și etnocrație, 1938, 1940, 1941, republicare în 1997;
- Nostalgia paradisului, eseu, Ediția I, 1939, 1940, 1994, Editura Moldova, 1996;
- Germania și Italia, 1943;
- Iisus, Editura "Fratia Ortodoxa", Wiesbaden, 1956 (Colecția lucrătorului creștin);
- Îndreptar Ortodox, Editura "Fratia Ortodoxa", Wiesbaden, 1957 (Colecția lucrătorului creștin);
- Puncte cardinale în haos (1996 și 1998)
- Dostoievski și creștinismul rus, 1998;
- Spiritualitatea poeziei românești (1998)

### Mémoires
- Zile albe - Zile negre, Memorii, Vol. I, Casa editorială „Gândirea”, 1991;
- Memorii, Pribeag în țara mea; Mărturii din închisoare; Memoriu: răspuns la actul meu de acuzare, vol. II, 1996.

## Distinctions
- Lauréat du Prix national de poésie (1930)
- Docteur honoris causa de l'Université de Vienne (1940)